# Kleinschwabhausen
Kleinschwabhausen ist eine Gemeinde im Süden des Landkreises Weimarer Land.

## Geografie
Kleinschwabhausen ist ein landwirtschaftlich geprägtes Dorf, das zwischen Weimar und Jena liegt. Die Gemeinde gehört der Verwaltungsgemeinschaft Mellingen an, die ihren Verwaltungssitz in der Gemeinde Mellingen hat.

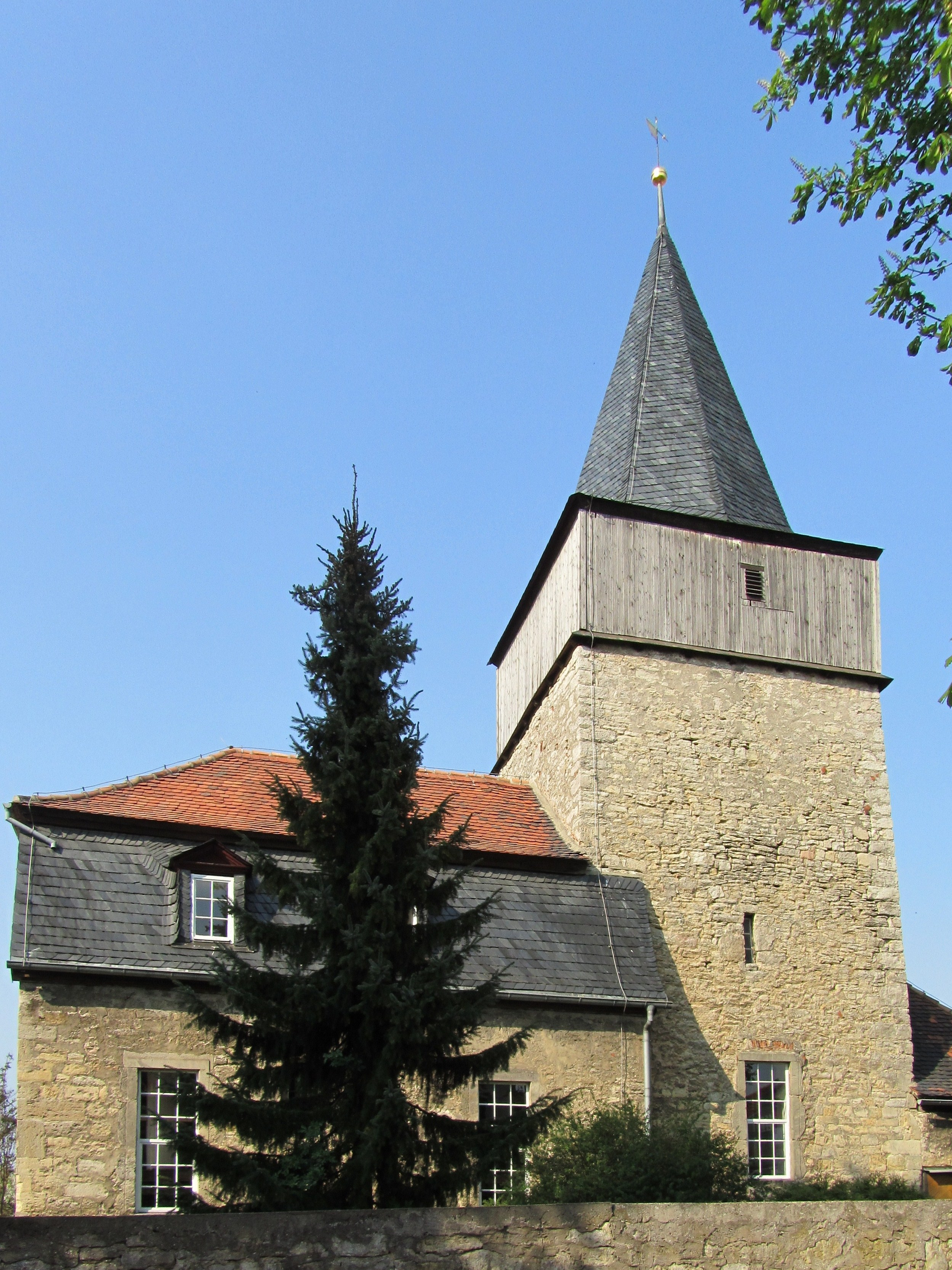
Dorfkirche

## Geschichte
Um das Jahr 800 ist die Ersterwähnung von Schwabhausen. 1357 wird das Dorf vom Propst zu Kapellendorf als Windischen Suabehusen genannt. 1378 heißt der Ort Wenigen Suabehusen und 1455 erstmals Clein Swobehussen.
Im Dreißigjährigen Krieg wurde der Ort von der Pest und anderen Seuchen verschont, im Frühjahr 1637 brannten Hatzfeldische Reitersoldaten 18 Wohnhäuser nieder und verwüsteten den Ort.
Ab Anfang des 19. Jahrhunderts war der Ort Teil des Großherzogtums Sachsen-Weimar-Eisenach und wurde nach 1945 mit dem Land Thüringen Teil der Sowjetischen Besatzungszone und der DDR. Seit 1990 gehört der Ort zum neu gegründeten Bundesland Thüringen.

## Sehenswürdigkeiten
Sehenswert ist die kleine Dorfkirche aus dem 13. Jahrhundert.

## Politik

### Gemeinderat
Der Gemeinderat aus Kleinschwabhausen setzt sich seit den Kommunalwahlen am 26. Mai 2024 aus sechs Ratsmitgliedern zusammen, die alle dem Bauernverband Kleinschwabhausen angehören.

### Bürgermeisterin
Die ehrenamtliche Bürgermeisterin Sabine Gottschalg ist seit 2010 im Amt, sie wurde am 12. Juni 2022 wiedergewählt.

## Wirtschaft- und Infrastruktur

### Wasserver- und Abwasserentsorgung
Die Aufgabe der Wasserversorgung hat die Gemeinde an den Wasserversorgungszweckverband Weimar übertragen. Die Abwasserentsorgung übernimmt der Abwasserzweckverband Mellingen für die Gemeinde Kleinschwabhausen.

## Gedenkstätten
Auf dem Ortsfriedhof erinnert ein Gemeinschaftsgrab mit einem Gedenkstein an acht unbekannte KZ-Häftlinge, die bei einem Todesmarsch aus dem KZ Buchenwald im Frühjahr 1945 von SS-Männern ermordet wurden.

## Söhne und Töchter der Gemeinde
- Johann Wilhelm Krause (1764–1842) evangelischer Pfarrer, Botaniker und landwirtschaftlicher Fachautor